# 2168 Swope
2168 Swope è un asteroide della fascia principale. Scoperto nel 1955, presenta un'orbita caratterizzata da un semiasse maggiore pari a 2,4522169 UA e da un'eccentricità di 0,1543711, inclinata di 4,74489° rispetto all'eclittica.
L'asteroide è stato intitolato all'astronoma statunitense Henrietta Hill Swope (1902-1980) su proposta di Frank K, Edmondson.